# NGC 2926
NGC 2926 je galaksija u zviježđu Lavu.

## Vanjske poveznice
- SEDS: NGC 2926